# اولفسک
شهر اولفسک (به روسی: Олевськ) در استان ژیتومیر در کشور اوکراین واقع شده‌است. جمعیت این شهر ۱۰٬۸۹۶ نفر است.

## نگارخانه

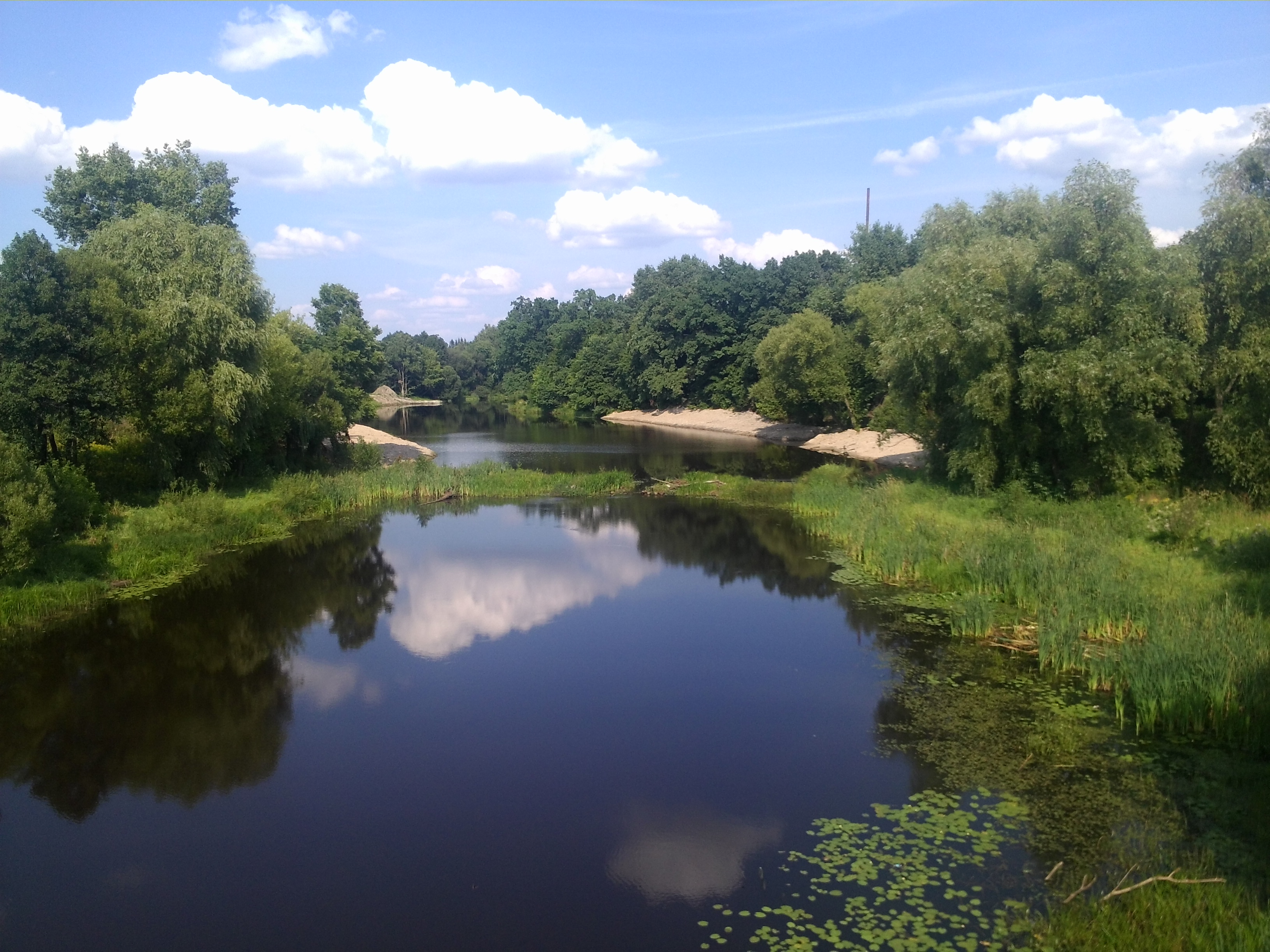
Ubort River in Olevsk
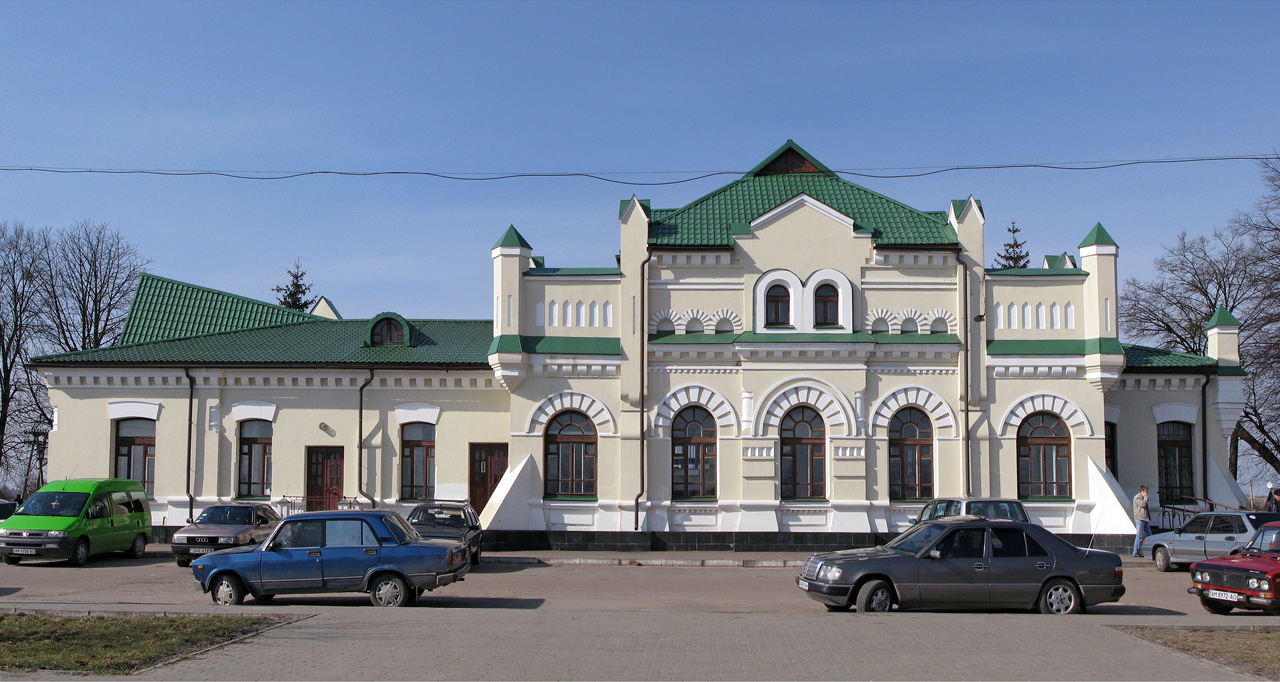
Olevsk railway station
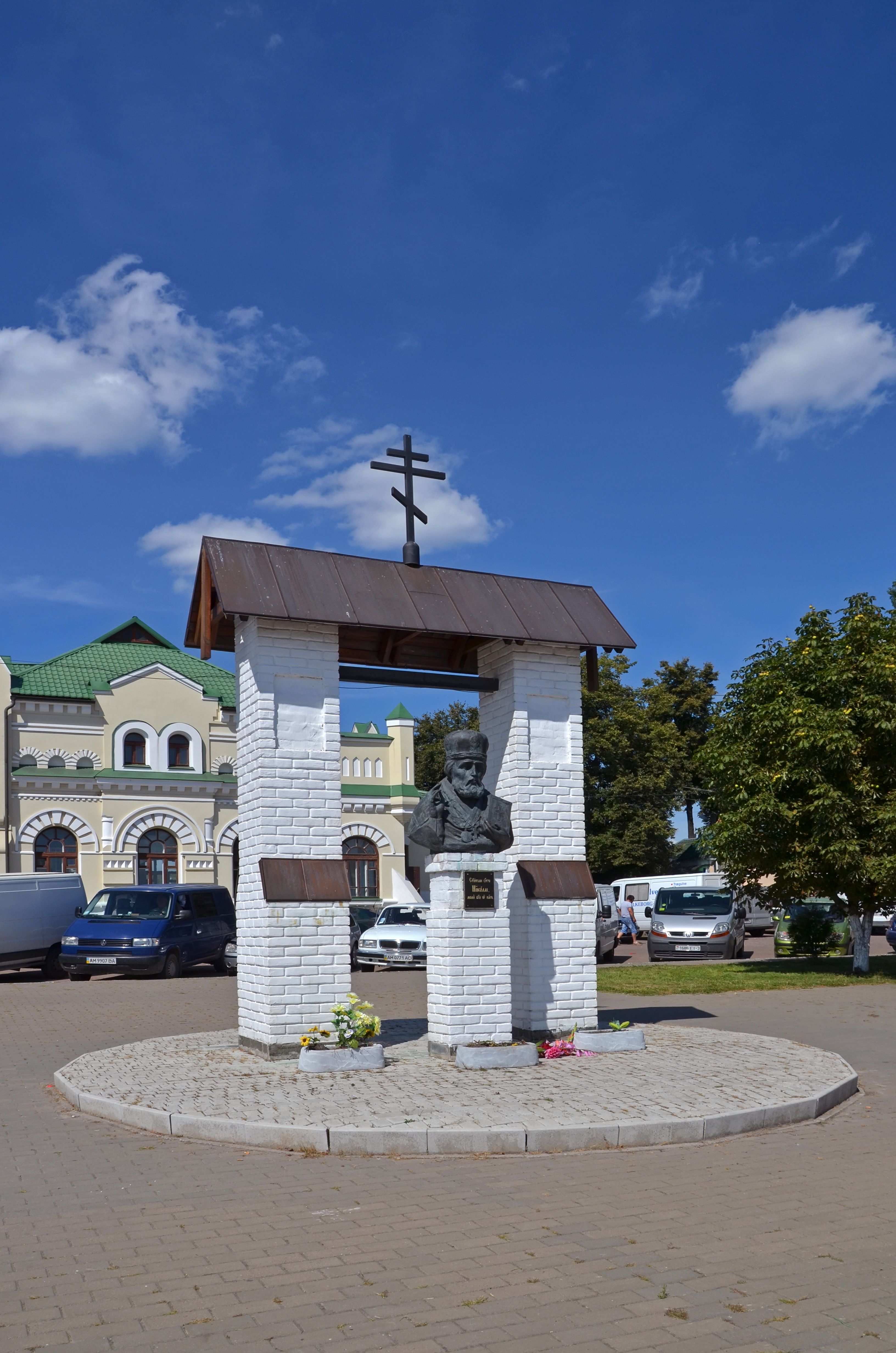
نیکلاس قدیس monument
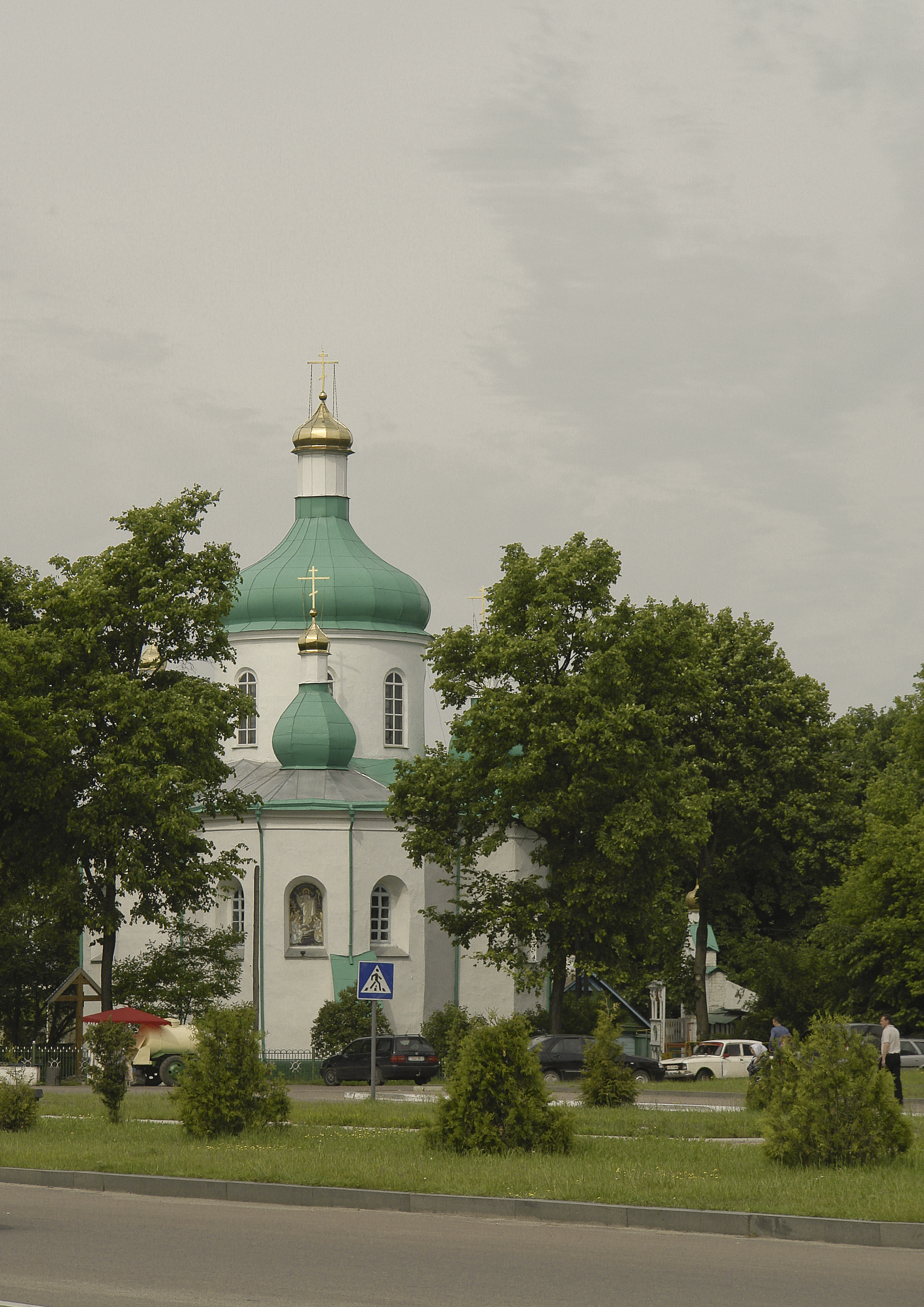
St. Nicholas Church in Olevsk